# Oberkirch (Trier)
Oberkirch bezeichnet einen Ortsteil des Stadtteiles Zewen sowie eine nach ihm benannte Straße. Neben dieser existiert im Ortsteil sonst nur die Straße „Im Biest“.

## Geschichte
Der Ort wurde um 1190 als „Cherriche“ erstmals erwähnt. Dabei wurde zwischen Ober- und Niederkirch unterschieden. Beide waren typische Bauerndörfer und besaßen einen dem Zewener Turm recht ähnlichen Wehrturm. In Niederkirch existierte zudem ein Gutshof aus der Renaissance. In Oberkirch wurde außerdem um 1569 eine Filialkirche errichtet.
Im 18. Jahrhundert musste Niederkich beim Bau des Schlosses Monaise weichen, wodurch heute nur noch der Ortsname von Oberkirch daran erinnert.

## Bauwerke
An der gleichnamigen Straße befinden sich drei Kulturdenkmäler, darunter die Reste des mittelalterlichen Wartturmes nach dem Vorbild des Zewener Turms, das 1841 umgebaut wurde. Das genaue Alter des Wartturmes ist nicht bekannt; vor 1841 trug das Bauwerk jedoch die Jahreszahl 1238. Heute ist der Wartturm Teil der Hausnummer 28. Ein weiteres bedeutendes Bauwerk im Ortsteil und an der Straße ist die Michaeliskapelle von 1768 an der Hausnummer 1.